# Tworzyjanki
Tworzyjanki [pronunciación en polaco: /tfɔʐɨˈjaŋki/] es un pueblo en el distrito administrativo de Gmina Brzeziny, dentro del Distrito de Brzeziny, Voivodato de Łódź, en Polonia central. Se encuentra aproximadamente 5 kilómetros al este de Brzeziny y 25 kilómetros al este de la capital regional, Łódź.